# Референдумы в Эквадоре (1994)
Референдумы в Эквадоре проходили 28 августа 1994 года. Голосование включало семь вопросов. Избирателей спрашивали, одобряют ли они разрешение на участие в выборах независимых кандидатов, должен ли Национальный конгресс управлять государственным бюджетом, утверждать ли государственный бюджет по расходным секторам или по статьям бюджета, разрешить ли неограниченное переизбрание политиков, следует ли избирать членов парламента в один или два тура голосования (то есть абсолютным большинством), разрешить ли двойное гражданство, и следует ли Национальному собранию одобрить конституционные реформы в течение 100 дней.

## Вопросы

### 1. Одобрение конституционных поправок парламентом
Обязать ли Национальный конгресс в течение не подлежащего продлению периода в сто дней с момента отправки проекта конституционных реформ Президентом Республики, признать его и одобрить его полностью или частично или отклонить его, и если он не сделает этого в указанный период, проект считается отклонённым, так что президент республики может представить его на всенародное голосование в соответствии со статьей 149 Политической конституции?
исп. ¿Dispondría que el Congreso Nacional en un plazo improrrogable de cien días contados a partir del envío de un proyecto de reformas constitucionales por parte del Presidente de la República, lo conozca y lo apruebe total o parcialmente, o lo niegue, y que de no hacerlo en dicho plazo, el proyecto se considere negado para que el presidente de la república pueda someterlo a consulta popular, de conformidad con el Art. 149 de la Constitución Política?

### 2. Избрание независимых кандидатов
Считаете ли вы, что независимые граждане, не принадлежащие к какой-либо политической партии, должны иметь право участвовать в качестве кандидатов во всех народных выборах?
исп. ¿Considera usted que los ciudadanos independientes no afiliados a partido político alguno deberían tener derecho a participar como candidatos en toda elección popular?

### 3. Контролирование государственного бюджета
Должны ли законодатели управлять средствами государственного бюджета?
исп. ¿Deberían los legisladores manejar fondos del presupuesto del Estado?

### 4. Распределение государственного бюджета
Должны ли законодатели утверждать государственный бюджет по расходным секторам или по статьям бюджета?
исп. ¿Deberían los legisladores aprobar el presupuesto del Estado por sectores de gasto o por partidas presupuestarias?

### 5. Безлимитное переизбрание
Следует ли проводить переизбрание всех всенародно избранных должностей, включая президента и депутатов?
исп. ¿Debería existir la reelección para toda función de elección popular, inclusive las de presidente y diputados?

### 6. Система выборов в парламент
Следует ли проводить выборы в законодательные органы в первом или втором туре выборов?
исп. ¿Las elecciones de legisladores deberían efectuarse en la primera vuelta electoral o en la segunda vuelta electoral?

### 7. Двойное гражданство
Считаете ли вы, что должна существовать конституционная возможность получения второго гражданства без потери эквадорского?
исп. ¿Considera usted que debería existir la posibilidad constitucional de adquirir la segunda nacionalidad sin perder la ecuatoriana?

## Результаты
| Вопрос                                      | За        | За     | Против    | Против | Пустых бюллетеней | Пустых бюллетеней | Недействительных бюллетеней | Недействительных бюллетеней |
| Вопрос                                      | Голосов   | %      | Голосов   | %      | Голосов           | %                 | Голосов                     | %                           |
| ------------------------------------------- | --------- | ------ | --------- | ------ | ----------------- | ----------------- | --------------------------- | --------------------------- |
| 1. Одобрение конституционных поправок       | 1 579 663 | 39,71% | 1 094 687 | 27,52% | 564 055           | 14,18%            | 738 969                     | 18,57%                      |
| 2. Избрание независимых кандидатов          | 1 797 454 | 45,18% | 966 778   | 24,30% | 629 774           | 15,82%            | 584 401                     | 14,68%                      |
| 3. Контролирование государственного бюджета | 450 283   | 11,32% | 2 262 007 | 56,91% | 657 874           | 16,55%            | 604 181                     | 15,20%                      |
| 4. Распределение государственного бюджета   | 1 286 402 | 32,35% | 1 094 682 | 27,52% | 742 740           | 18,67%            | 852 547                     | 21,44%                      |
| 5. Безлимитное переизбрание                 | 1 432 623 | 35,94% | 1 274 254 | 31,97% | 663 005           | 16,63%            | 615 438                     | 15,44%                      |
| 6. Система выборов в парламент              | 1 348 624 | 33,92% | 1 071 407 | 26 95% | 712 583           | 17,92%            | 842 443                     | 21,19%                      |
| 7. Двойное гражданство                      | 2 087 262 | 52,49% | 778 786   | 19 58% | 568 684           | 14,30%            | 541 381                     | 13,61%                      |